# Turčiansky Ďur
Turčiansky Ďur je obec na Slovensku v okrese Martin ležící na úpatí Malé Fatry.

## Historie
První písemná zmínka o obci pochází z roku 1249.

## Geografie
Obec se nachází v nadmořské výšce 463 metrů a rozkládá na ploše 0,934 km². K 31. prosinci roku 2017 žilo v obci 179 obyvatel.

## Památky
V obci se nachází gotický kostel svatého Jiří ze začátku 14. století, který byl v 17. a 19. století přestavěn. Hlavní oltář je barokní z 1. poloviny 18. století.